# Женщины-писатели Зимбабве
Женщины-писатели Зимбабве (англ. Zimbabwe Women Writers, ZWW) — неправительственная организация в Африке.
Организация женщин-писателей основана в Зимбабве в 1990 году. 

## Концепция
Организация «Женщины-писатели Зимбабве» была «первой женской организацией в Зимбабве и на юге Африканского континента, которая решала проблему гендерного дисбаланса посредством литературного творчества и публицистики».

## История
Организация была создана на семинаре писателей в 1990 году. Группа женщин-писательниц назвали организацию «Женщины-писатели Зимбабве» и определили её целью — продвижение женских литературных произведений в стране. За первое десятилетие своего существования она опубликовано более двухсот женских книг на английском, шона и ндебеле.

## Статистика
К 2000 году организация имела более девяноста групп женщин в регионах Зимбабве. У организации 600 членов и 56 отделений в сельских и городских районах страны.

## Публикации
Наиболее известные литературные работы организации:
- Kitson, Norma, Anthology of Zimbabwe Women Writers. Zimbabwe: ZWW, 1994. With a foreword by David Karimanzira.
- Selections: English Poetry and Short Stories. Harare: ZWW, 1997, repr. 2001.
- Inkondlo [Selections]. Harare: ZWW, 1998. (A Ndebele anthology.)[9]
- Nhetembo [Selections]. Harare: ZWW, 1990. (A Shona anthology.)
- Women of Resilience: The voices of women ex-combatants. Harare: Zimbabwe Women Writers, 2000.
- A Tragedy of Lives. Harare: Zimbabwe Women Writers, 2003.